# 奧林匹克里昂女子隊
奥林匹克里昂女子隊，簡稱奥林匹克里昂（Olympique Lyon）、里昂（Lyon），是位於法國里昂的職業女子足球會，1970年以FC里昂（FC Lyon）為名成立，2004年起成為奥林匹克里昂旗下的女子球隊。現時在法女甲參賽。截至2025年，里昂一共贏得18次法女甲冠軍和10次女子法國盃冠軍。歐洲賽事方面則贏得了8次欧冠冠軍。自2010年代以來，里昂經常被評為世界上最好的女子足球隊，並被認為是在女足經濟和文化方面發展的典範。

## 球會歷史
球隊於1970年以FC里昂的女子部門名義成立，2004年加盟奥林匹克里昂旗下後贏得5次法甲女足聯賽及3次女子法國盃錦標。里昂於2007–08年晉級歐洲女子聯盟杯準決賽，翌季於改制成為欧洲女子冠军联赛晉級決賽，以互射十二碼6–7不敵德國的波茨坦涡轮而失落首屆錦標；接著一季里昂終於在決賽以2-0擊敗死敵波茨坦涡轮奪得冠軍。
2016年至2020年，球隊連續五次奪得歐冠冠軍，追平了皇家馬德里男足保持的紀錄。三名球員：溫迪·荷娜、Sarah Bouhaddi和尤金妮·勒索默都贏得了8座歐冠獎盃。
里昂的主要對手是巴黎聖日耳門，兩支球隊之間的比賽有時被稱為“Classique féminin”（女子德比）。聖日耳門作為里昂在聯賽中的競爭球隊七度贏得法女甲的亞軍，一直到2021年，聖日耳門才終於超越里昂成為冠軍，又在法國盃決賽中贏了五次，在此之前里昂未曾將法女甲的冠軍頭銜輸給聖日耳門。2017年，兩支球隊都打入歐冠決賽，里昂在點球大戰後以7–6擊敗聖日耳門奪得了第四次冠軍。
球隊通常在代西訥-沙爾皮約安盟奧林匹克訓練中心舉辦比賽，該體育場可容納1,524人，距離奥林匹克里昂主場的盧米埃爾球場不遠，有時亦會在該球場舉辦大型賽事。球隊主席為讓-米歇爾·奧拉斯，隊長是溫迪·荷娜。根據歐洲足協系數，里昂目前是歐足聯排名最高的球隊。

## 球員

### 現役球員
最後更新：2022年9月19日
註釋：國旗表示球員在國際足聯資格規則定義的國家隊。球員可能擁有一個以上非國際足聯國籍。
| 號碼 |          | 位置 | 球員                |
| ---- | -------- | ---- | ------------------- |
| 1    | 智利     | 门将 | 克里斯蒂安妮·恩德勒 |
| 2    | 法國     | 后卫 | Inès Jaurena        |
| 3    | 法國     | 后卫 | 溫蒂·何納（隊長）   |
| 4    | 法國     | 后卫 | 塞尔玛·巴沙         |
| 5    | 法國     | 后卫 | Perle Morroni       |
| 7    | 法國     | 中场 | Amel Majri          |
| 8    | 德国     | 中场 | 薩拉·德布里茨       |
| 9    | 法國     | 前锋 | 尤金妮·勒索默       |
| 10   | 德国     | 中场 | 珍妮弗·馬洛桑       |
| 11   | 荷兰     | 中场 | Damaris Egurrola    |
| 12   | 澳大利亚 | 后卫 | 埃莉·卡彭特         |
| 14   | 挪威     | 前锋 | 阿達·海格貝格       |
| 15   | 法國     | 后卫 | Assimina Maoulida   |

| 號碼 |        | 位置 | 球員                        |
| ---- | ------ | ---- | --------------------------- |
| 17   | 荷兰   | 中场 | 丹妮爾·范德東克             |
| 18   | 法國   | 后卫 | Alice Sombath               |
| 19   | 法國   | 中场 | Kysha Sylla                 |
| 21   | 加拿大 | 后卫 | 瓦妮莎·吉勒（從天使城租借） |
| 23   | 比利时 | 后卫 | Janice Cayman               |
| 24   | 丹麦   | 前锋 | Signe Bruun                 |
| 25   | 法國   | 前锋 | Inès Benyahia               |
| 26   | 美国   | 中场 | 琳賽·霍蘭                   |
| 27   | 法國   | 前锋 | 薇琪·貝修                   |
| 28   | 法國   | 前锋 | Melvine Malard              |
| 29   | 法國   | 后卫 | 格里艾奇·姆巴克·巴蒂        |
| 30   | 法國   | 门将 | Alyssia Paljevic            |
| 40   | 瑞典   | 门将 | Emma Holmgren               |

## 榮譽

### 本土
法國甲組女子足球聯賽
冠軍（18次）：
2006–07, 2007–08, 2008–09, 2009–10, 2010–11, 2011–12, 2012–13, 2013–14, 2014–15, 2015–16, 2016–17, 2017–18, 2018–19, 2019–20, 2021–22, 2022–23, 2023–24, 2024–25
女子法國盃
冠軍（10次）：
2007–08, 2011–12, 2012–13, 2013–14, 2014–15, 2015–16, 2016–17, 2018–19, 2019–20, 2022–23

### 歐洲
歐洲女子冠軍聯賽
冠軍（8次）：
2010–11, 2011–12, 2015–16, 2016–17, 2017–18, 2018–19, 2019–20, 2021–22
亞軍（2次）：
2009–10, 2012–13

## 外部連結
- 官方网站
- UEFA的奥林匹克里昂女足俱樂部（页面存档备份，存于）